# Peculator hedleyi
Peculator hedleyi is een slakkensoort uit de familie van de Volutomitridae. De wetenschappelijke naam van de soort is voor het eerst geldig gepubliceerd in 1905 door Murdoch.